# La 7 (Murcie)
La 7 est une chaîne de télévision régionale espagnole émettant dans la communauté autonome de Murcie. Lancée en 2006, elle appartient au groupe de radio et de télévision public murcien (Radiotelevisión de la región de Murcia). Une société anonyme (Televisión Autonómica de Murcia, S.A.) se charge de la gestion.
Média généraliste, elle diffuse des émissions d'information locales, des séries, des documentaires, des retransmissions sportives, des variétés et des films. Elle appartient à la fédération des organismes de radio et de télévision des autonomies, une association professionnelle regroupant les principales chaînes de télévision régionales publiques du pays. 
Son siège social est situé à Murcie (capitale de la communauté autonome du même nom), tandis que son centre de production est basé dans la localité voisine de Sangonera La Verde. La chaîne a par ailleurs plusieurs bureaux régionaux à Carthagène, Lorca et Yecla, ainsi qu'une délégation nationale à Madrid. 
7 RM est diffusée sur le réseau hertzien (analogique et numérique) dans l'ensemble de la communauté autonome de Murcie. Certains programmes sont également repris en streaming sur internet.

## Histoire
La télévision régionale de Murcie est créée par le décret 82/2005, promulgué le 8 juillet 2005 en application de la loi 7/85 relative aux collectivités locales. Elle ne commence à émettre de façon expérimentale qu'à partir du 14 avril 2006, jour du vendredi saint, retransmettant les processions de la semaine sainte en simultané depuis Murcie, Carthagène et Lorca. 
Limitée à quelques heures à l'origine, sa grille des programmes est étoffée progressivement et au mois de septembre, la chaîne peut enfin émettre en continu. Après une ultime réorganisation de ses programmes, 7 Región de Murcia est lancée officiellement le 23 octobre 2006.
Diffusée exclusivement sur le réseau hertzien analogique à ses débuts, la chaîne se lance très vite dans la « bataille » de la télévision numérique terrestre. Les premières expérimentations de 7RM en mode numérique débutent ainsi dès le mois de juin 2006, alors même que la chaîne est toujours en phase de tests.
Le 19 août 2009, elle lance un canal expérimental sur la télévision numérique terrestre reprenant une partie de ses programmes en haute définition (HD). L'extension de la zone de couverture de celui-ci doit intervenir progressivement et être étendu à l'ensemble de la région de Murcie au mois d'avril 2010.

## Programmes
En semaine, les émissions de 7RM débutent à 7 heures 30 par le programme d'informations « Buenos días  » présenté par Natalia Herrero et Joaquín Azparren. Il se poursuit par « Buenos días, el magazine » à 9 heures 15, un programme incluant des chroniques thématiques, des débats et des revues de presse. 
Les fins de matinées sont occupées par des séries avant que ne commence le programme culturel « Calle Mayor  », lequel s'intéresse à la culture et aux traditions régionales. Les après-midi et les soirées sont consacrées au divertissement (séries et/ou jeux télévisés, films, variétés et/ou retransmissions sportives).
L'information est présente sur 7RM à travers trois éditions principales du journal télévisé, diffusées à 14 heures, 20 heures 30 et 1 heure du matin environ.